# Nesocordulia
Nesocordulia é um género de libelinha da família Corduliidae.
Este género contém as seguintes espécies:
- Nesocordulia malgassica[1]
- Nesocordulia villiersi[2]